# Walter Galla
Walter Galla (* 30. September 1957 in Tulln; † 3. April 2020 in Purkersdorf) war ein österreichischer Musiker, Kabarettist und Autor.

## Leben
Von 1986 bis zum Sendungsende 2009 war Galla ständiger Mitarbeiter der satirischen Sonntagsmatinee Der Guglhupf. Galla schrieb dafür allwöchentlich satirische Lieder zu aktuellen politischen und gesellschaftlichen Themen. 1993 veröffentlichte er die CD A scheena Tag, unter anderem mit Wolfgang Staribacher und Leo Bei. 2001 erschien von Galla der Roman Jackpot.
Galla gründete 1990 die Theatergruppe Purkersdorf und war in den ersten Jahren deren künstlerischer Leiter und Regisseur.

## Veröffentlichungen
- A scheena Tag, Bellaphon 1993, CD 290-30-019
- Jackpot, novum Verlag 2001, ISBN 3-902057-22-X

## Ehrungen
2015: Silberne Ehrennadel der Stadtgemeinde Purkersdorf